# Александре Пейкрішвілі
Александре Пейкрішвілі (груз. ალექსანდრე ფეიქრიშვილი; нар. 14 червня 2006, Тбілісі, Грузія) — грузинський футболіст, опорний півзахисник київського «Динамо».
11 жовтня 2023 року англійська газета «Ґардіан» назвала Александре одним з найкращих футболістів світу 2006 року народження.

## Клубна кар'єра
Народився в Тбілісі в родині колишнього футболіста Гіоргі Пейкрішвілі. Футболом розаочав займатися у 7-річному віці в школі «Металурга» (Руставі). У 2015 році приєднався до молодіжної академії «Динамо» (Тбілісі).
2023 року дебютував у складі резервної команди тбіліського «Динамо» у Лізі Еровнулі 2. У своєму першому сезоні на дорослому рівні відзначився 5-ма голами у 21-му матчі. На церемонії нагородження, організованій Грузинською футбольною федерацією, названий другим найкращим гравцем року Грузії у віковій категорії U-19.
На початку липня 2024 року прибув на перегляд у «Динамо», за результатами якого 16 липня 2024 року підписав 5-річний контракт з українським клубом.

## Кар'єра в збірній
На міжнародному рівні дебютував за Грузію 2022 року в поєдинку за команду U-16. Виступав також за юнацькі збірні Грузії  (U-17) та (U-18).
У футболці юнацької збірної Грузії (U-19) дебютував 12 серпня 2023 року в переможному (6:2) виїзному товариському поєдинку проти однолітків з Північної Македонії. Александре вийов на поле в стартовому складі та відіграв увесь матч, а на 79-й хвилині його замінив Ґіві Хачідзе.